# 서울 진공 작전 (1910년)
서울 진공 작전은 1908년 1월 전국 각지에서 모인 의병들이 13도창의군을 결성하여 일으킨 한성 탈환 작전이다.

## 배경
1905년 을사늑약이 체결되고, 1907년 정미7조약체결, 고종 황제 퇴위, 대한제국 군대의 해산이 이뤄지면서 각 지역의 의병들이 연합하여 13도 창의군을 결성하고 한성으로 진공작전을 계획했다.
하지만 총대장 이인영이 부친의 사망소식을 듣고, 문경으로 낙향하였다. 이후 이인영을 이어 총대장이 된 허위는 약 1만여 명의 의병, 해산군인들이 모여 한성 탈환 작전을 벌였으나 일본군에게 사전에 발각되어 동대문 밖 30리(약 10 킬로미터, 현재 서울시 중랑구 망우리 일대)까지 진격하였다가 일본군의 강력한 저항으로 철군하였다. 이후 서울에서 퇴각한 13도 창의군은 해산해 독자적으로 활동하였으며, 경기도, 황해도 지방에서 활발한 전투가 전개되었다. 그러나 앞뒤로 일본군에게 포위되어 실패한 작전이 되었다.